# Sherlock (jeu vidéo)
Sherlock est un jeu vidéo d'aventure textuel (aussi désigné sous le nom de fiction interactive) sorti en 1984 sur ZX Spectrum et porté en 1985 sur Commodore 64. Ce jeu a été développé par Beam Software et édité par Melbourne House, et n'existe qu'en anglais.

## Trame

### Situation initiale
Dans le Comté de Hertfordshire, à Leatherhead, mesdames Brown et Jones, qui se connaissaient depuis longtemps, ont été retrouvées mortes dans des circonstances particulièrement suspectes, faisant penser à un meurtre. Sherlock Holmes est très intrigué.

## Système de jeu
Sherlock est une aventure textuelle. Ainsi, le joueur doit taper au clavier, en toutes lettre, les mouvements qu'il veut que Sherlock Holmes accomplisse. Des illustrations sous forme d'images fixes en 16 couleurs accompagnent certaines séquences de l'aventure, et dans la version Commodore 64, 3 thèmes musicaux différents peuvent être joués selon la situation.
Chose rare pour l'époque, le jeu se déroule en temps réel : le temps avance petit à petit, les trains ne passent qu'à des horaires précis, et cela fera perdre du temps au joueur s'il rate son train. Si le meurtrier n'est pas découvert à temps, l'enquête est perdue. Autre chose rare : le jeu contient plusieurs personnages non joueur qui peuvent se déplacer au fil du temps sans que le joueur ne soit averti. Il est ainsi parfois difficile de retrouver un personnage à qui l'on veut s'adresser, car il n'est plus forcément dans la pièce où il avait été vu la dernière fois.

## Développement
Le développement du jeu a duré 18 mois. Cinq programmeurs ont travaillé sur ce projet, et un spécialiste en holmésologie a été employé à plein temps pour conseiller l'équipe de développement sur la trame du jeu de manière à respecter au mieux l'univers de Sherlock Holmes.